# Миркович, Сладжана
Сладжана Миркович (серб. Слађана Мирковић; р. 7 октября 1995, Ужице, Сербия, СР Югославия) — сербская волейболистка, связующая. Чемпионка мира 2022, двукратная чемпионка Европы.

## Биография
Профессиональная волейбольная карьера Сладжаны Миркович началась в Белграде выступлением за молодёжную команду «Поштар-064». С 2010 на протяжении 5 сезонов Миркович в чемпионатах Сербии играла за команду «Визура» (в 2012—2014 — «Партизан-Визура»), с которым дважды становилась чемпионкой страны (в 2014 и 2015), выигрывала Кубок и дважды Суперкубок Сербии.
В 2016—2017 выступала за азербайджанский «Телеком» (чемпионка Азербайджана), а в 2017—2019 — за польский «Хемик» (чемпионка и обладатель Кубка Польши). В 2019 заключила контракт с итальянской командой «Дзанетти» (Бергамо), а в 2020 — с турецким «Эджзаджибаши». В 2021—2024 выступала за «Альбу-Блаж» (Румыния), «ПТТ Спор» (Турция), а с 2024 являлась игроком итальянской «Рома» с которой выиграла Кубок вызова ЕКВ в 2025 году. В 2025 перешла в «Куаныш» из Казахстана.
В 2011—2012 годах Миркович трижды становилась призёром чемпионатов мира и Европы в составах юниорской и молодёжной сборных Сербии. В 2012 на молодёжном чемпионате Европы и в 2013 на молодёжном чемпионате мира признавалась лучшей связующей турниров.
В национальной сборной Сербии Миркович дебютировала в 2015 году, став бронзовым призёром первых Европейских игр.
С 2017 Сладжана Миркович — вновь в сборной Сербии, дважды выиграв в её составе чемпионаты Европы, а в 2022 — «золото» на проходившем в Нидерландах и Польше чемпионате мира.

### Клубная карьера
- 2009—2010 —  «Поштар-064» (Белград) — молодёжная команда;
- 2010—2015 —  «Визура»/ «Партизан-Визура» (Белград);
- 2015—2016 —  «Динамо-Азотара» (Панчево);
- 2016—2017 —  «Телеком» (Баку);
- 2017—2019 —  «Хемик» (Полице);
- 2019—2020 —  «Дзанетти» (Бергамо);
- 2020—2021 —  «Эджзаджибаши» (Стамбул);
- 2021—2023 —  «Альба-Блаж» (Блаж);
- 2023—2024 —  «ПТТ Спор» (Анкара);
- 2024—2025 —  «Рома» (Рим);
- с 2025 —  «Куаныш» (Петропавловск).

## Достижения

### Со сборнымиСербии
- бронзовый призёр Олимпийских игр 2020.
- чемпионка мира 2022.
- бронзовый призёр Лиги наций 2022.
- двукратная чемпионка Европы — 2017, 2019;
  - серебряный призёр чемпионата Европы 2021.
- бронзовый призёр Европейских игр 2015.
- бронзовый призёр чемпионата мира среди девушек 2011.
- серебряный призёр молодёжного чемпионата Европы 2012.
- бронзовый призёр чемпионата Европы среди девушек 2011.

### С клубами
- двукратная чемпионка Сербии — 2014, 2015;
  - серебряный (2011) и двукратный бронзовый (2012, 2013) призёр чемпионатов Сербии.
- победитель розыгрыша Кубка Сербии 2015;
  - 3-кратный серебряный призёр Кубка Сербии — 2011, 2013, 2014.
- двукратный победитель розыгрышей Суперкубка Сербии — 2013, 2014.
- чемпионка Азербайджана 2017.
- чемпионка Польши 2018.
- победитель розыгрыша Кубка Польши 2019.
- серебряный призёр Кубка Турции 2021.
- обладатель Суперкубка Турции 2020.
- двукратная чемпионка Румынии — 2022, 2023.
- победитель розыгрыша Кубка Румынии 2022.
- обладатель Суперкубка Румынии 2021.

- серебряный призёр Кубка Европейской конфедерации волейбола 2023.
- победитель розыгрыша Кубка вызова ЕКВ 2025.

### Индивидуальные
- 2012: лучшая связующая молодёжного чемпионата Европы.
- 2013: лучшая связующая молодёжного чемпионата мира.